# Academia de Jurisprudencia y Legislación de Cataluña

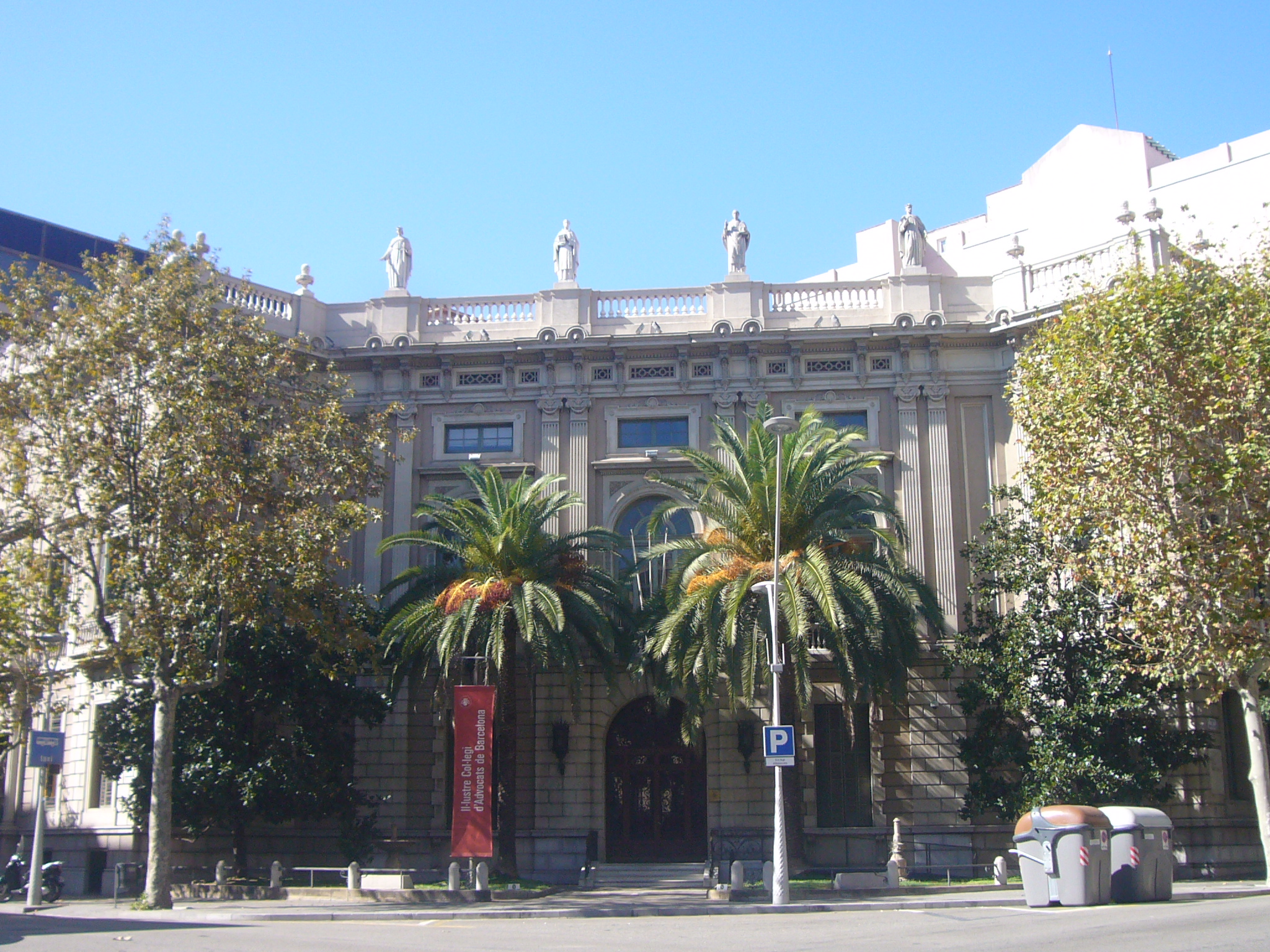
Palacio Casades, sede de la Real Academia de Jurisprudencia y Legislación de Cataluña y del Ilustre Colegio de Abogados de Barcelona.

La Academia de Jurisprudencia y Legislación de Cataluña (Acadèmia de Jurisprudència i Legislació de Catalunya) es una corporación de Derecho público con personalidad jurídica independiente. Sus fines son el estudio y la investigación del derecho, la colaboración en la reforma de la legislación y el fomento de la cultura jurídica.
Tiene su sede en el Palacio Casades, en el mismo edificio del Colegio de Abogados de Barcelona, en la calle Mallorca núm. 283 de Barcelona.

## Historia
Es una entidad de gran antigüedad y prestigio, y de fuerte arraigo en Cataluña. Su fundación  debe fijarla el 22 de enero de 1777, fecha en que el presidente de la Real Audiencia de Cataluña, Felipe de Cabanes, en nombre del monarca Carlos III de España, aprobó las ordenanzas de la Academia de Jurisprudencia teórico-práctica, antecedente de la actual. Esta primera institución académica tuvo, sin embargo, una vida efímera, ya que perduró sólo hasta la Guerra del Francés, a comienzos del siglo XIX.
De hecho, la actual es continuadora de la institución fundada en 1840 por el Colegio de Abogados de Barcelona, de manera real y efectiva, que, con sus altos y bajos -entre ellos la suspensión de 1939 a 1954- ha ido haciendo camino hasta la actualidad.
Está integrada por 36 académicos/as numerarios/as, un número reducido de académicos/as de honor y los/as académicos/as electos correspondientes, todas ellas personas doctoradas o licenciadas en Derecho, distinguidas por la investigación, el estudio o la práctica del Derecho y domiciliadas en el territorio de Cataluña. Han formado parte los más importantes juristas catalanes/as. En 1936 organizó el Primer Congreso Jurídico Catalán, y en 1971 organizó el Segundo Congreso Jurídico Catalán con otras entidades jurídicas. Ha sido presidida, entre otros, por Manuel Durán y Bas, Amadeu Hurtado i Miró, Juan de Dios Trias de Bes, Josep Maria Trias de Bes i Giró, Lluís Duran i Ventosa, Antoni Borrell i Soler y Ramón María Roca Sastre.
En el archivo interno de la Academia se guardan las actas de la institución, a través de las cuales se puede reconstruir su historia -editada en forma de monografía en el año 2000-, y se puede recorrer toda su actividad, no sólo hacia el exterior, sino también las comunicaciones internas, algunas de ellas de un gran contenido jurídico. Por otra parte, la prestigiosa Revista Jurídica de Cataluña, de la que la Academia es cofundadora, publica los discursos de apertura de curso, las memorias y las necrológicas, y antes editaba también los discursos de ingreso, tal como dicen los Estatutos, discursos que se convierten en piezas jurídicas de una enorme relevancia, tanto por la diversidad de temas tratados como por la profundidad en su tratamiento. Sin embargo, en la actualidad, por motivos diversos, estos discursos de ingreso no se publican.
La Academia es y ha sido una institución influyente en la evolución de la ciudad de Barcelona y de Cataluña.